# Sternkarte

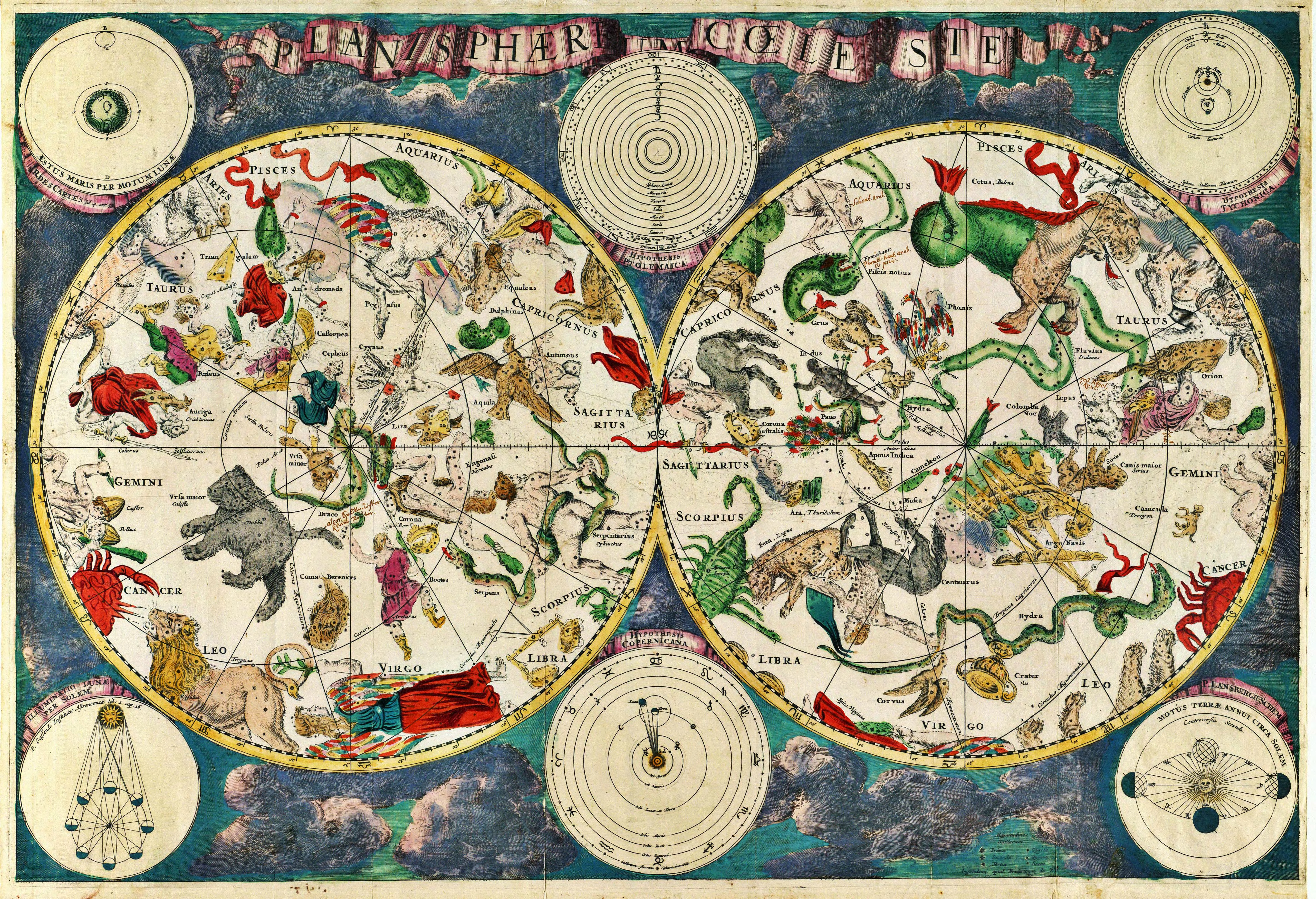
Sternkarte von Frederik de Wit

Eine Sternkarte (auch Himmelskarte genannt) gibt auf einer Karte die Position der Sterne und Sternbilder am Himmel wieder. Oft werden auch die Sternhelligkeiten durch Signaturen dargestellt.
Einen zusammengehörigen Satz von Sternkarten, die den gesamten Sternhimmel abbilden, nennt man Sternatlas. Ältere Atlanten beschränken sich teilweise auf den Nordsternhimmel. 

## Frühe Darstellungen des gestirnten Himmels
Als anerkannt älteste Darstellung ganzer Sternbilder gelten altägyptische Abbildungen im Grab (TT353) des Senenmut. Auf früheren Darstellungen der Sterne, z. B. der Himmelsscheibe von Nebra, sind die Sterne (mit Ausnahme einer Gruppe, die wohl die Plejaden darstellt) wahrscheinlich vom Künstler eher zufällig verteilt worden. Abgesehen von Wandmalereien sind aus der Antike noch Himmelsgloben und Planisphären bekannt, die teilweise zur Zier, aber auch zur astronomischen Arbeit verwandt wurden.
Die Entwicklung der Karten geht mit der Erstellung von Sternkatalogen einher. Ptolemäus beschreibt sowohl die Konstruktion von Himmelsgloben als auch die von Planisphären (drehbare Sternkarten). Planisphären sind nicht erhalten geblieben, aber karolingische Abschriften der Sternbildbeschreibung des Aratos enthalten Planisphären und Darstellungen einzelner Sternbilder, die vermutlich von antiken Vorlagen kopiert wurden. Diese Karten zeigen aber nur die Sternbilder, nicht die einzelnen Sterne. Ab dem 9. Jahrhundert gibt es vermehrt Darstellungen der Sternbilder, vor allem als Teil von Abschriften des Poeticon Astronomicon von Hyginus, das zur Standardquelle des Mittelalters zu den
Mythen der Sternbilder wird. Diese Darstellungen setzten aber Sterne, wenn sie überhaupt mit abgebildet werden, an Phantasiepositionen, die zum jeweiligen Bild passen.

## Historische Sternkarten

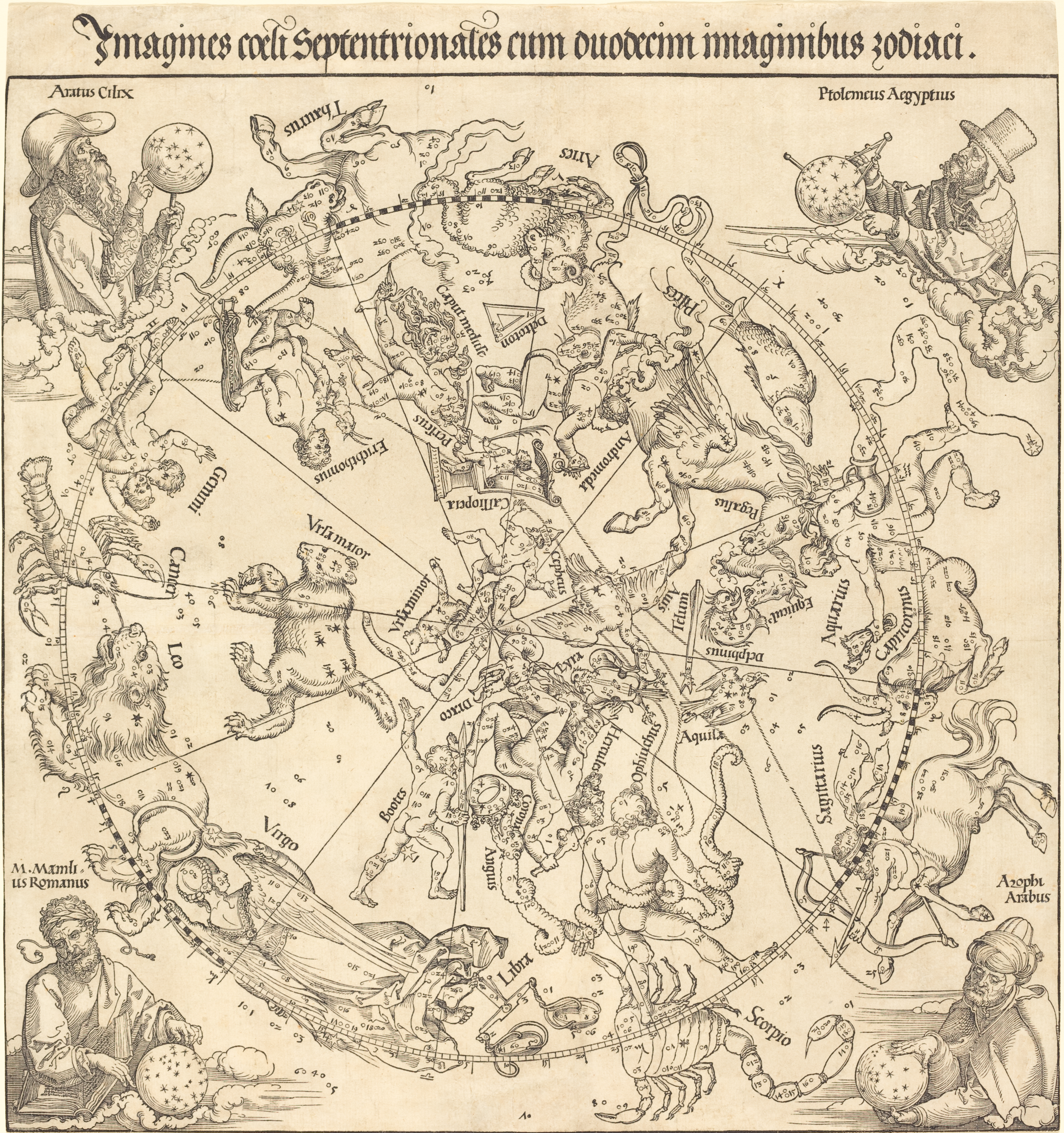
Holzschnitt von Albrecht Dürer 1515: Die zwölf Tierkreiszeichen, in den Ecken die Astronomen Aratus Cilix, Ptolemeus Aegpteus, M. Manilius Romanus und Azophi Arabus.

Für lange Zeit wurden fast nur Karten der einzelnen Sternbilder veröffentlicht, deren Positionen sich meist auf die veralteten griechischen Daten von Ptolemäus und Hipparchos beriefen (deren Katalog im Laufe des frühen Mittelalters im Westen verloren ging), wenn sie nicht gar frei Hand gezeichnet wurden. Zwar wurde Ptolemäus’ Katalog in der arabischen Welt und Byzanz bewahrt, aber erst mit den Messungen von Astronomen wie Tycho Brahe standen neuzeitliche Positionen zur Verfügung, die sich sehr schnell zum Standard entwickelten. 
1515 erscheinen die ersten gedruckten Planisphären von Albrecht Dürer, Johannes Stabius und Konrad Heinfogel, die auf zwei Karten den gesamten Himmel zeigten: die Hemisphären nördlich und südlich der Ekliptik.
1535 war in Köln eine Hyginus-Ausgabe mit Sternen an den ungefähren Positionen und Linien eines Gradnetzes erschienen und 1570 erscheinen mit Alessandro Piccolominis De le stelle fisse Sternkarten, die nur die Sterne an näherungsweise korrekten Positionen zeigen und auf die figürliche Darstellung der Sternbilder verzichten. 
Johann Bayer veröffentlichte schließlich mit der Uranometria 1603 den ersten Atlas des gesamten Himmels anstelle einer Kartensammlung ausgewählter Sternbilder oder weniger genauer Planisphären. Die Positionen in der Uranometria basieren auf Tycho Brahes Beobachtungen, der für seine Beobachtungsgenauigkeit berühmt war. Die einzelnen Karten sind aber in Größe noch immer auf die dargestellten Sternbilder zugeschnitten, so dass sich kein einheitlicher Maßstab ergibt. Als künstlerisches Meisterwerk der Himmelsatlanten gilt Andreas Cellarius’ Harmonia Macrocosmica von 1661, die zwar wissenschaftlich-kartographisch hinter detaillierteren Werken wie der Uranometria zurückblieb, aber auf unvergleichlichen Kupferstichen das astronomische Wissen der Zeit lebhaft koloriert zusammenfasst.
Die Darstellung des Himmels entwickelte sich aber sowohl in wissenschaftlicher als auch in künstlerischer Hinsicht weiter, bis im Jahre 1801 die Uranographia des Johann Elert Bode erschien. Der Atlas bestand aus 20 Karten im Format 103 cm × 70 cm und ist damit bis heute der Atlas im größten Format. Die Kupferstiche sind sehr filigran und detailreich und zeigen ca. 17.000 Objekte des Fixsternhimmels.
Aufgrund dieser Fülle kam man zunehmend davon ab, die Sternbilder figürlich darzustellen, und beschränkte sich auf die gezeichneten Verbindungslinien der Hauptsterne. Selbst letztere erscheinen heute nur noch in populärwissenschaftlichen Karten.

## Drehbare Sternkarten (Planisphären)

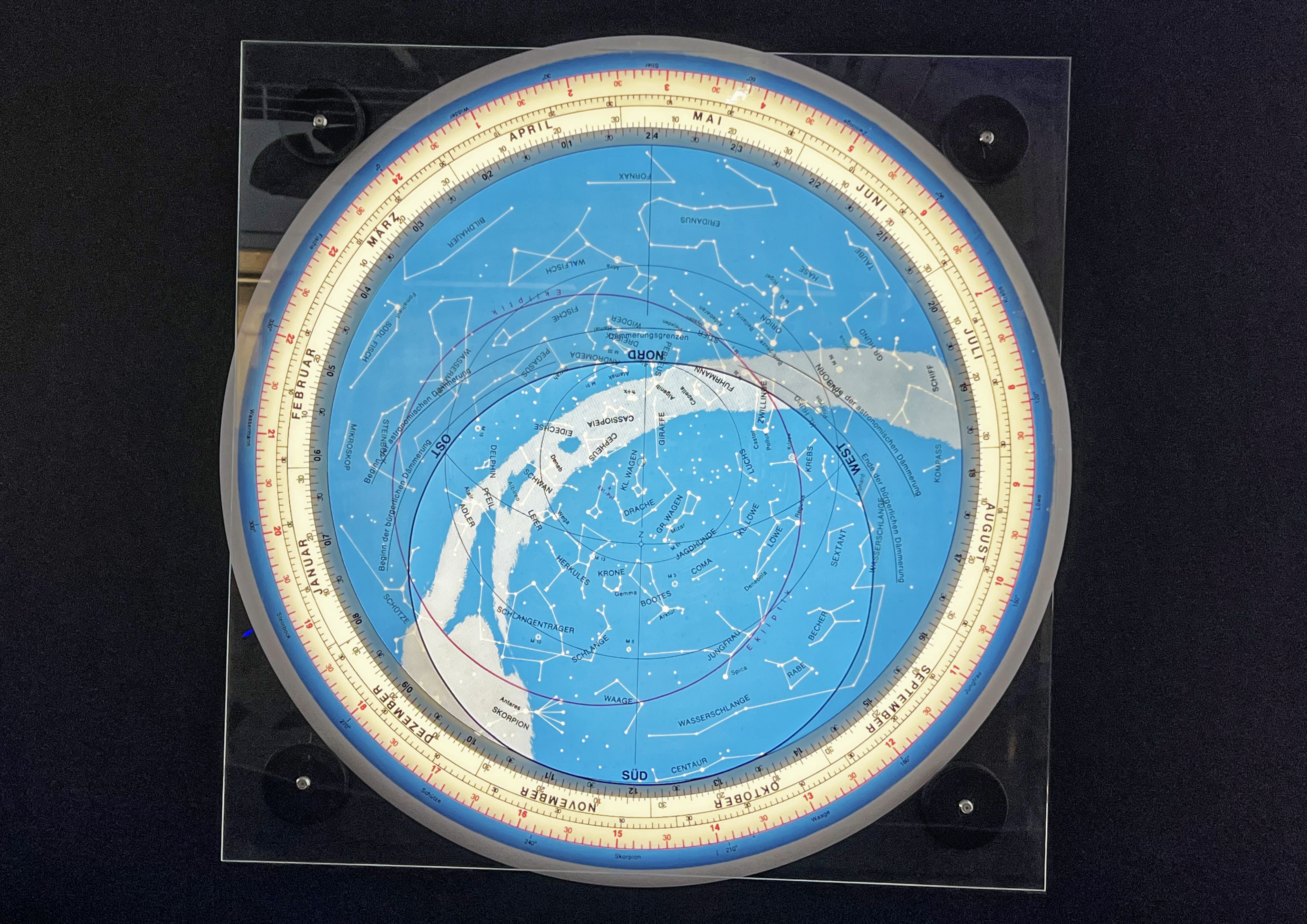
Drehbare Sternkarte im Deutschen Museum München

Mit der drehbaren Sternkarte lässt sich der Himmel einstellen, zu einem bestimmten Zeitpunkt sichtbar ist. Am Rand der drehbaren Scheibe ist eine Skala mit der Uhrzeit und dran nach außen anschließend eine Datumsskala auf dem unbeweglichen Bereich aufgetragen. Man sucht die aktuelle Uhrzeit auf der Skala und dreht die Scheibe, bis die aktuelle Uhrzeit und das aktuelle Datum zusammenfallen. Der ovale Bereich zeigt dann den momentan sichtbaren Sternhimmel. 
- Drehbare Kosmos-Sternkarte – Hermann-Michael Hahn, Gerhard Weiland – Enthält die hellsten Deep-Sky-Objekte
- Drehbare Himmelskarte (Oculum) – Zu jeder Stunde wissen, wo die Sterne stehen – Michael Feiler, Stephan Schurig – Enthält 700 Sterne und fast 250 Himmelsobjekte
- Arnold Zenkert: Drehbare Schülersternkarte (seit 1962); Drehbare Sternkarte (seit 2016); Meine erste Sternkarte. Nördlicher Sternhimmel / Drehbare Sternkarte zum Selbstbauen; Verlag für Lehrmittel Pößneck
- Postscript-Sternkarte die unter GPL steht. http://www.astro-ag.uni-oldenburg.de/Download/Drehbare/

## Heutige Sternkarten

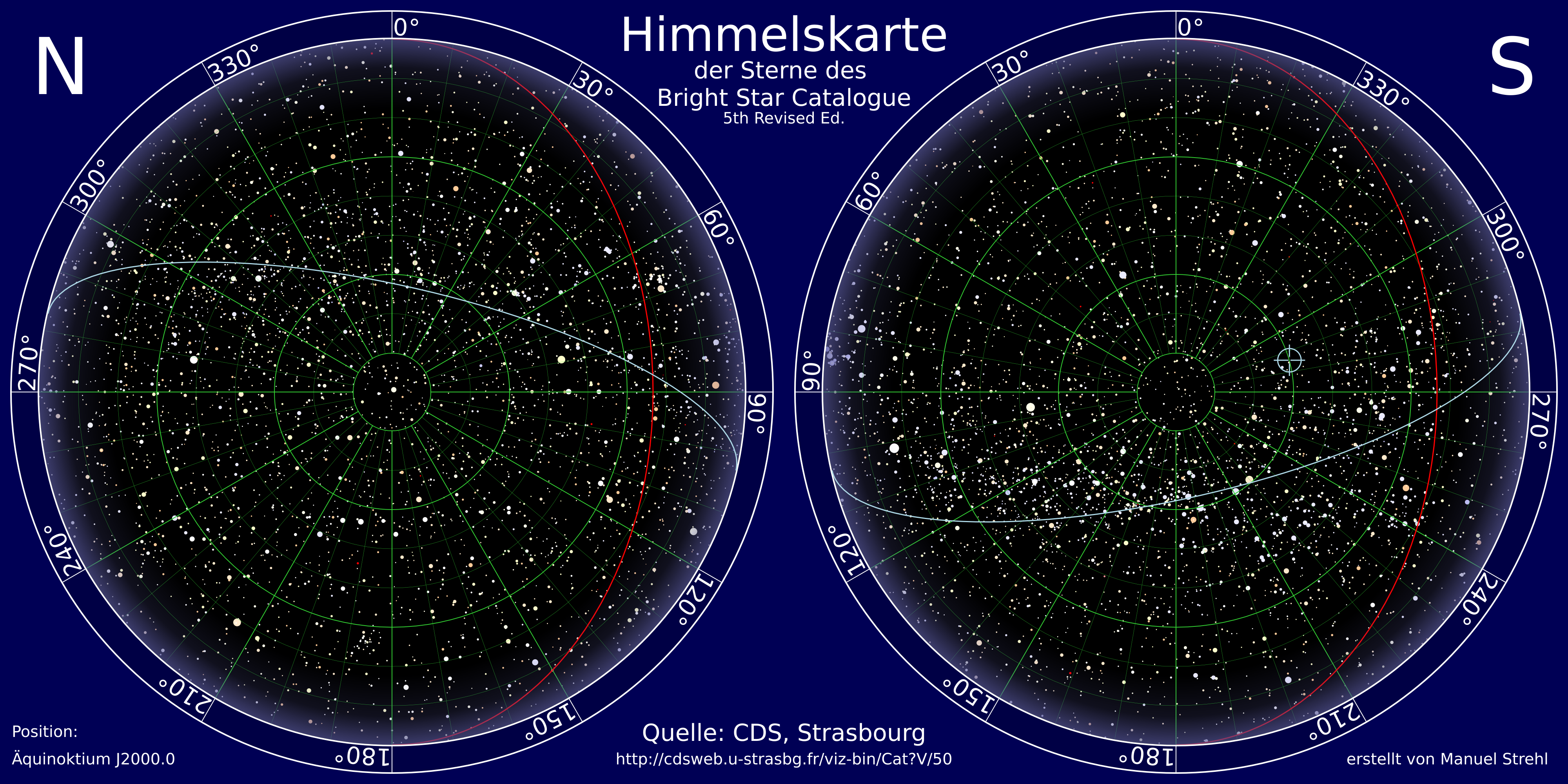
Karte des Nachthimmels: Sternpositionen aus dem Bright Stars Catalogue, 5th Edition

Gezeichnete Karten, also Darstellungen aus einem Katalog heraus, werden heute nur noch für begrenzte Zwecke professionell benutzt, bleiben aber wichtige populär- und amateurastronomische Arbeitsmittel. Ansonsten werden entweder nur noch die Kataloge veröffentlicht, aus denen man sich Ausschnitte nach Bedarf drucken lässt, oder fotografische Karten, die direkt aus Teleskopaufnahmen entstehen, wie der Digitized Sky Survey.
Zahlreiche Menschen nutzen heute aber eher astronomische Planetarium-Software, die oft umfangreiche Sternkataloge beinhaltet.
Bei der Sternbeobachtung im Freien verwendet man drehbare Sternkarten (Planisphären).
Soll sich eine Sternkarte für Winkelmessungen eignen, wird meist die stereografische Projektion gewählt. Auf ihr schneiden sich alle Kurven unter demselben Winkel wie an der Himmelskugel (Winkeltreue, und überdies gilt generelle Kreistreue).

## Moderne Sternatlanten
- Falkauer Atlas (Äquinoktium 1950.0) – Hans Vehrenberg (fotografisch), ca. 1965
- Atlas Stellarum (1950.0) – Hans Vehrenberg (fotografisch), Treugesell-Verlag 1970
- True Visual Magnitude Photographic Star Atlas (1950.0) – Christos Papadopoulos und Charles Scovil (fotografisch)
- Atlas Borealis, Atlas Eclipticalis, Atlas Australis (1950.0) – Antonín Bečvář
- Atlas Coeli Skalnate Pleso (1950.0) – Antonín Bečvář
- Atlas Coeli Novus 2000.0 (2000.0) – Nachfolger des Atlas Coeli
- Sky Atlas 2000.0 – Wil Tirion
- Cambridge Star Atlas (Kurzfassung des Sky Atlas 2000.0)
- Fotografischer Sternatlas – Der gesamte Himmel auf 82 Kartenblättern – Axel Mellinger/Ronald Stoyan, Oculum-Verlag, Erlangen 2010, ISBN 978-3-938469-42-2
- Millennium Star Atlas (3 Bände)[6]
- Deep Sky Reiseatlas (mit „Telrad“-Zielkreisen)
- Atlas für Himmelsbeobachter – Erich Karkoschka
- The Great Atlas of the Sky – Piotr Brych (12 mag)
- TriAtlas – José Ramón Torres und Casey Skelton (12,6 mag)

### Allgemein
- http://www.lindahall.org/events_exhib/exhibit/exhibits/stars/index.html Virtuelle Ausstellung der Linda Hall Library (englisch)
- https://webspace.science.uu.nl/~gent0113/celestia/celestia.htm Linksammlung zum Thema
- http://www.atlascoelestis.com/ www.atlascoelestis.com von Felice Stoppa (italienisch)
- http://sternkarte.star-shine.ch/ Drehbare Sternkarten zum Selberbauen für den weltweiten Einsatz
- http://www.swetzel.ch/astronomie/sterkar/sterkar.html Eine zweiseitige Sternkarte
- http://www.lib.umich.edu/divine-sky-artistry-astronomical-maps/index.html Divine Sky: The Artistry of Astronomical Maps. (englisch)
- Bettina Vaupel: Der Hase am Südhimmel. Albrecht Dürer und die Kartierung der Sterne , in: Monumente 1.2016

### Einzelne Kartenwerke digitalisiert (historisch)
- http://www.astronomie-mainz.de/site/index.php?id=dermainzerglobus Der Mainzer Globus, ca. 2. Jahrhundert
- http://lhldigital.lindahall.org/cdm4/browse.php?CISOROOT=%2Fastro_atlas Sammlung der Linda Hall library, z. B. mit der Uranometria von Johann Bayer, 1603 und dem Atlas Celeste, von Flamsteed/Fortin, 1776
- http://gallica.bnf.fr/ark:/12148/btv1b77100018.r=Atlas+Coelestis.langFR Atlas Coelestis von Johann Gabriel Doppelmayr, 1742
- http://www.lsw.uni-heidelberg.de/foerderkreis/bode/ Vorstellung der Gestirne von J. E. Bode, 1782
- http://biblio.unibe.ch/stub/koenig/ Himmelsatlas (1826) von Franz Niklaus König

### Einzelne Kartenwerke digitalisiert (modern)
- http://archive.eso.org/dss/dss Digitized sky survey, 1993–1995
- http://www.geocities.jp/toshimi_taki/atlas_85/atlas_85.htm Sternatlas von Toshimi Taki, basierend auf Online-Katalogen
- http://www.uv.es/jrtorres/triatlas.html Sternatlas von José Ramón Torres und Casey Skelton